# 天壌を翔る者たち
「天壌を翔る者たち」（てんじょうをかけるものたち）は、Love Planet Fiveのメジャーデビューシングル。
ジェネオンエンタテインメントより2007年4月4日にリリースされた。初回限定盤には「天壌を翔る者たち」のプロモーションビデオを収録したDVDを封入。

## Love Planet Five
映画『灼眼のシャナ』の為に創られたスペシャルユニット。
I'veに所属する歌姫のKOTOKO・MELL・川田まみ・島みやえい子・詩月カオリの5名により結成。
高瀬一矢は戦隊モノのイメージを持っていた。
映画の公開と共に今後の活動は無いと思われていたが、2009年1月2日、日本武道館にて行われた「I'VE in BUDOKAN 2009 〜Departed to the future〜」に出演した。
その後、I've創立10周年を記念して販売されたボックス『I've Sound 10th Anniversary 「Departed to the future」Special CD BOX』に収録されたオリジナル映画『Departed to the future』の主題歌「HYDIAN WAY」の歌唱を担当した。

## 収録曲
1. 天壌を翔る者たち [6:47]
作詞：KOTOKO、作曲・編曲：高瀬一矢
ショウゲート配給映画『劇場版 灼眼のシャナ』主題歌
2. 天壌を翔る者たち -instrumental- [6:47]
3. 天壌を翔る者たち -Raven fly edit- [5:37]

## プロモーションビデオスタッフ
- エグゼキュティブプロデューサー：一法師康考（FUCTORY records / I've）
- プロデューサー：石原祐久（DNA）
- ディレクター&カメラ：森田一平（SALOON）
- ライト：田中芳樹
- アート：郡司
- オフライン：鳥之海久美
- オンライン：水野正毅（IMAGICA）
- MAV：芳賀洋介（IMAGICA）
- ヘアー・メイクアップ：須賀千尋
- スタイリスト：前田千佳子（MORIS）
- キャスティング：CI-chan（OPI）
- 振付師：MSZ

## プロモーションビデオキャスト
- KOTOKO
- 川田まみ
- 島みやえい子
- MELL
- 詩月カオリ
- MSZ
- AIKO
- YOSHIMI
- MIHO
- MISATO